# ديفيد إدوارد كرونين
ديفيد إدوارد كرونين (بالإنجليزية: David Edward Cronin)‏ هو محامي ورسام أمريكي، ولد في 12 يوليو 1839 في غرينويتش في الولايات المتحدة، وتوفي في 9 يونيو 1925 في فيلادلفيا في الولايات المتحدة.